# Universo (sang)
"Universo" er en sang af den spanske sangerinde Blas Cantó. Sangen repræsenterer Spanien i Eurovision Song Contest 2020 i Rotterdam, Holland. [2]